# Новаков, Иван Александрович
Ива́н Алекса́ндрович Новако́в (род. 2 июля 1949, село Дербетовка, Ставропольский край) — советский и российский химик, специалист в области высокомолекулярных соединений. Доктор химических наук, профессор (1991), академик РАН (2011), заслуженный деятель науки Российской Федерации (2004). Президент Волгоградского государственного технического университета. Лауреат премии им. С. В. Лебедева РАН (2007) и премии Правительства РФ в области науки и техники (2016).  

## Биография
Иван Новаков родился 2 июля 1949 года в селе Дербетовка Апанасенковского района Ставропольского края.
В 1971 году окончил химико-технологический факультет Волгоградского политехнического института (ВПИ) по специальности «Технология синтетического каучука», затем аспирантуру по специальности «Химия высокомолекулярных соединений». В 1975 году защитил кандидатскую диссертацию «Синтез и исследование полиимидов на основе производных адамантана», в 1990 году — докторскую «Синтез и свойства адамантансодержащих сополиамидов и сополиимидов». В 1991 году было присвоено звание профессора.
Работает в ВолгГТУ с 1971 года: младший научный сотрудник, старший научный сотрудник, старший преподаватель (1976—1979), доцент (1979—1988), секретарь парткома (1983).
С 1985 по 1990 год был депутатом Центрального районного исполнительного комитета Волгограда.
С 1989 по 2014 год — ректор , президент — с 2014 по 2024 год, советник при ректорате — с 6 февраля 2024 года. 
22 мая 2003 года избран членом-корреспондентом РАН по Отделению химии и наук о материалах, с 22 декабря 2011 года — действительный член РАН.

## Научная деятельность
И. А. Новаковым развито одно из приоритетных направлений современной технической химии высокомолекулярных соединений, связанное с созданием тепло-, термо- и химически устойчивых полимеров на основе каркасных структур.
Исследования Новакова посвящены решению экологических проблем: получению новых полиэлектролитов, успешно применяющихся в качестве флокулянтов и коагулянтов для очистки питьевой и сточных вод; физико-химических основ разработки и реализации технологии получения импортозамещающих синтетических покрытий на основе реакционноспособных олигомеров для устройства спортивных объектов и кровельных сооружений; оптимизации синтеза хладонов на АО «Каустик» (Волгоград); усовершенствованию технологии получения цианистого водорода на ОАО «Волжский оргсинтез», гидроксихлорида алюминия на Волжском АКЗ. Под его руководством осуществлены систематические исследования по синтезу ранее неописанных азометиновых соединений, используемых в качестве ускорителей вулканизации, стабилизаторов термоокислительного старения и промоторов адгезии, внедрённых на ряде заводов Волжского региона.
Автор и соавтор более 1300 научных публикаций, в том числе, 7 монографий, 13 учебных пособий, 30 научных обзоров, более 700 научных статей, из них более 220 в Web of Science, более 300 в Scopus, и свыше 250 авторских свидетельств и патентов. Среди учеников Новакова — 12 докторов наук и 57 кандидатов наук. Является членом Научного совета РАН по высокомолекулярным соединениям, председателем диссертационного совета при ВолгГТУ, членом редколлегий ряда химических журналов, в том числе «Высокомолекулярные соединения» и др.

## Награды и звания
- Почётный работник высшего профессионального образования Российской Федерации (1998);
- Орден Почёта (1999)[6][1];
- Орден «За заслуги перед Отечеством» IV степени (2010)[6][7];
- Орден «За заслуги перед Отечеством» III степени (2019)[8][5];
- Орден «За заслуги перед Волгоградской областью» (постановление губернатора Волгоградской области №349 от 26.06.2024)
- Лауреат премии Правительства Российской Федерации в области науки и техники (распоряжение от 22 октября 2016 года № 2230-р)[9]
- Заслуженный деятель науки Российской Федерации (2004)[1];
- Премия города-героя Волгограда в области науки и техники (2004);
- Лауреат премии издательской компании «Наука/Интерпериодика» за лучшую публикацию (2005);
- Премия имени С. В. Лебедева Президиума РАН (2007)[6];
- Нагрудный знак «Почётный работник науки и техники Российской Федерации» (2009);
- Лауреат премии Волгоградской области в сфере науки и техники (постановление главы администрации Волгоградской области от 13.10.2011 № 1119);
- Почётный гражданин Волгоградской области (25.12.2013 № 106/457)[6];
- Почетный профессор РХТУ им. Д. И. Менделеева ( Москва, 2015)[10];
- Лауреат премии Волгоградской области в сфере науки и техники (постановление губернатора Волгоградской области от 16.11.2015 № 1022);
- Медаль «За заслуги перед Волгоградской областью» (постановление губернатора ВО от 4.12.2018 № 810);
- Почетный знак «За заслуги перед городом Камышином», (постановление главы городского округа города Камышина от 16.08.2019 № 7-пг);
- Лауреат премии Волгоградской области в сфере науки и техники (постановление губернатора Волгоградской области от 27.11.2023 № 617);
- Знак администрации Волгограда «За верность Отечеству» (1999).